# Eyalet de Bassora
1538–1862
Entités précédentes :
- Séfévides

Entités suivantes :
- Eyalet de Bagdad

Le pachalik ou eyalet de Bassora (Eyālet-i Baṣrâ, ایالت بصره en turc ottoman) est une ancienne province de l'Empire ottoman qui a existé de 1538 à 1862. Sa capitale était Bassora, en Irak actuel.

## Histoire
La région de Bassora, ancienne province de la Perse séfévide, est conquise par Soliman Ier en 1538, un peu après Bagdad, pendant la guerre ottomano-persane de 1532-1555. L'émir bédouin Rashid al-Mughamis fait alors sa soumission au sultan. Bassora reçoit un gouverneur ottoman en 1546.
En 1552-1553, le port de Bassora sert de base temporaire à la flotte ottomane pendant les expéditions navales ottomanes dans l'océan Indien. Ces campagnes permettent la conquête de la province de Lahsa (Al-Hassa) sur le golfe Persique mais la flotte est perdue en 1553 lorsque Seydi Ali Reis tente de la ramener à Suez.
Au XVIIe siècle, selon le voyageur Evliya Çelebi, la province de Bassora n'est pas divisée en timars et ziamets (lots de terre destinés à l'entretien des soldats et des officiers) mais les troupes sont payées directement sur le budget de la province. Bassora change alors de mains à plusieurs reprises. Une dynastie locale, les Afrasiyâb, y établit un pouvoir autonome à partir de 1615. La guerre ottomano-persane (1623-1639) empêche les Ottomans d'y rétablir leur autorité ; elle n'est reprise qu'en 1668, puis repasse quelques années plus tard sous la tutelle perse avant de redevenir ottomane en 1701. C'est probablement à cause de ces guerres que la tribu irakienne des 'Usub quitte le bas Irak pour la rive sud du golfe Persique (Koweït, Qatar et Bahreïn).
Au XVIIIe siècle, Bassora passe sous la domination de la dynastie des mamelouks d'Irak (en) qui a son siège à Bagdad. Elle est alors rattachée à l'eyalet de Bagdad.
La région est de nouveau disputée pendant les guerres ottomano-persanes de 1730–1735, de 1743–1746 et de 1776-1779. Du fait de ces guerres, à la fin du XVIIIe siècle, le commerce de la Compagnie anglaise des Indes orientales se déplace plusieurs fois vers le petit port de Koweït tenu par une branche des 'Usub, les Al-Sabah. Il ne semble pas que Koweït ait été sous la tutelle ottomane avant la fin du XIXe siècle. En 1802, les wahhabites du Nedj, commandés par l'émir Abdul-Aziz bin Muhammad de la maison Al-Saoud, envahissent le sud de l'Irak et pillent Kerbala, ville sainte du chiisme ; l'autorité ottomane est rétablie peu après.
De 1850 à 1862, l'eyalet de Bassora redevient une province distincte avant de rejoindre la province de Bagdad de 1862 à 1875. De 1875 à 1918, Bassora constitue de nouveau une province de premier rang (vilayet de Bassora) avant d'être conquise par les Britanniques pendant la campagne de Mésopotamie.

## Cartes

Cartes de l'eyalet de Bassora
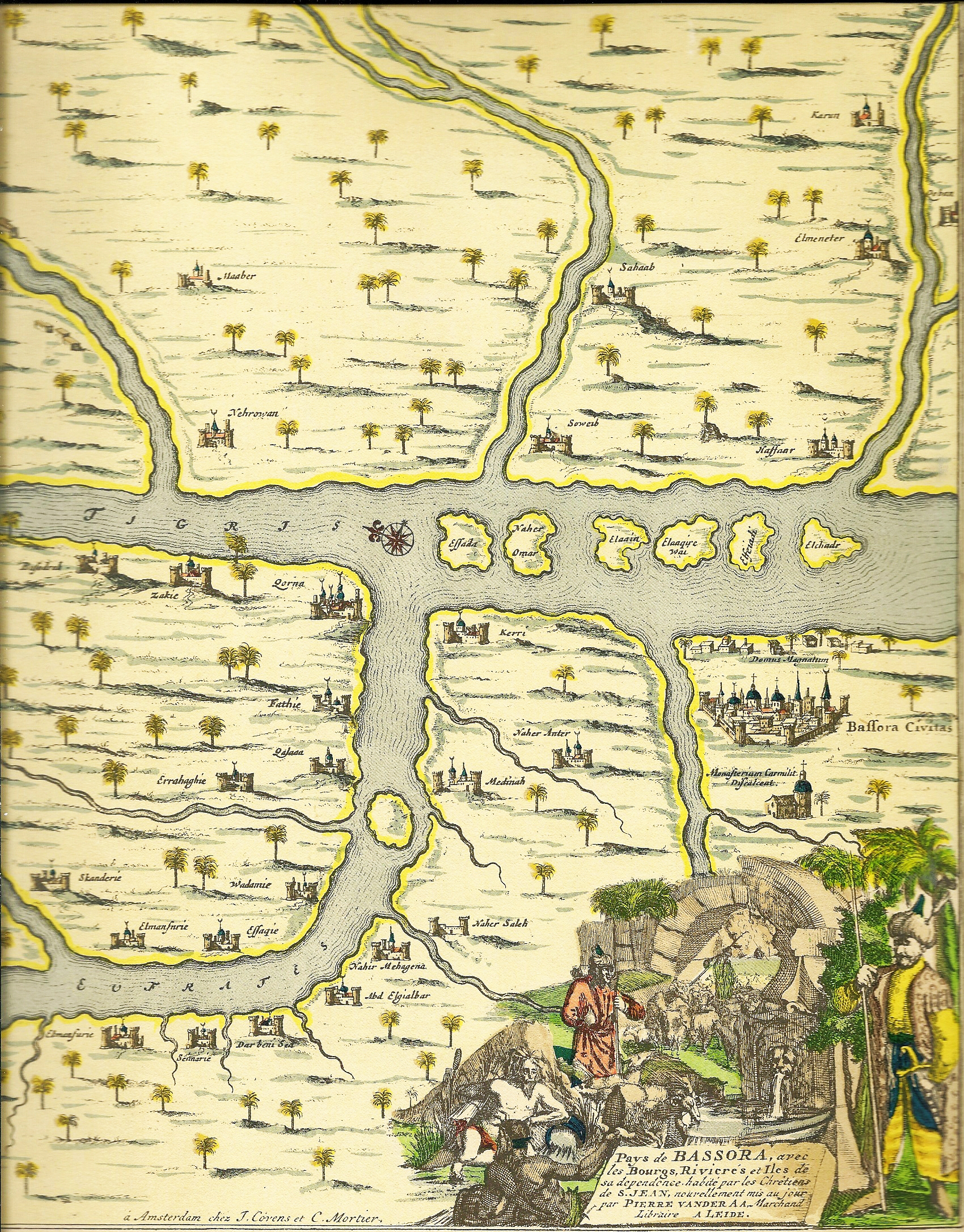
Province de Bassora, Galerie agréable du Monde, XVIIe siècle
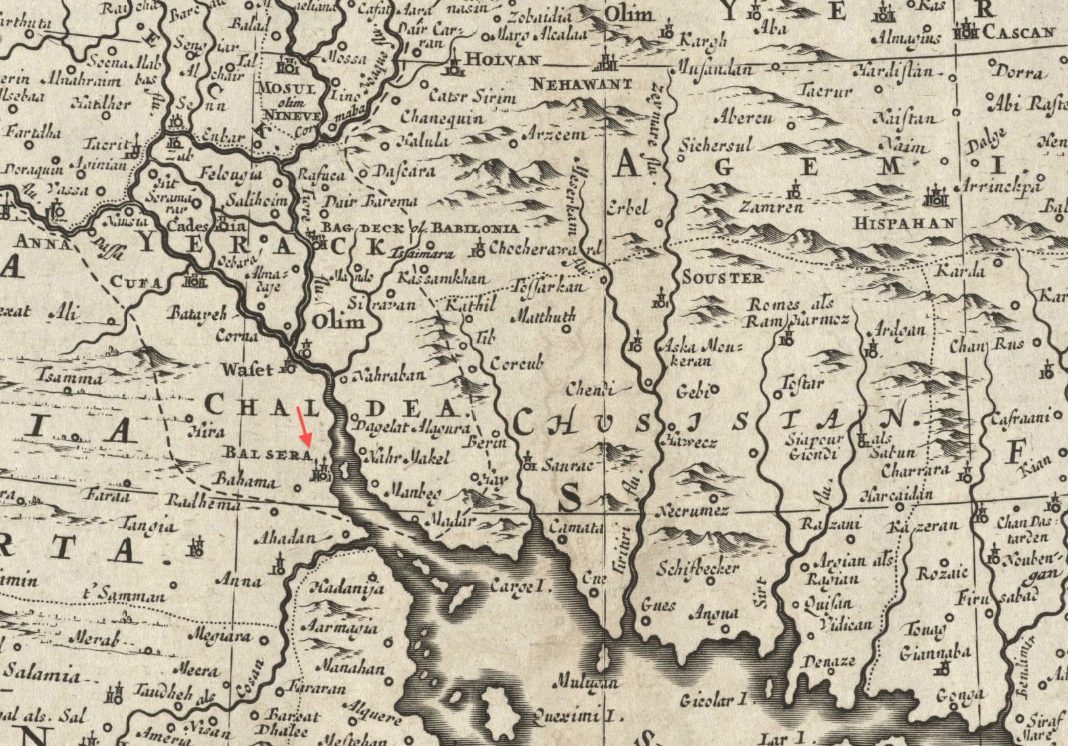
Balsera (Bassora), l'Irak et le sud de la Perse, Nova Persiae Armeniae Natoliae et Arabiae par Frederik de Wit, 1680
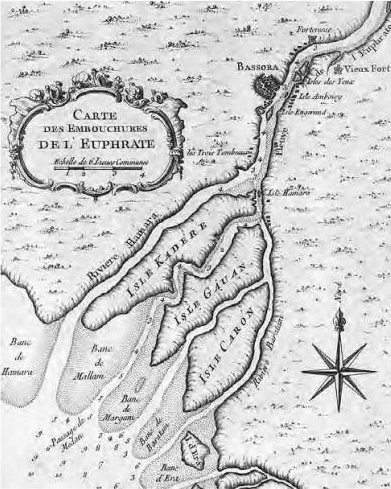
Bassora et l'embouchure de l'Euphrate, Petit Atlas Maritime par Bellin, 1764

### Sources et bibliographie
- (en) Cet article est partiellement ou en totalité issu de l’article de Wikipédia en anglais intitulé « Basra Eyalet » (voir la liste des auteurs) dans sa version du 28 octobre 2016.